# Quavo
Quavious Keyate Marshall, dit Quavo, est un rappeur et chanteur américain né le 2 avril 1991 à Athens, dans l'État de Géorgie, (États-Unis). Il est l'un des trois membres du groupe de rap Migos fondé en 2009, dissout en 2018

## Biographie

### Jeunesse
Quavious Keyate Marshall est né le 2 avril 1991 à Athens, dans l'état de Géorgie aux États-Unis. Sa mère était coiffeuse et son père est mort quand il avait quatre ans[réf. nécessaire]. Il a grandi avec son neveu Takeoff dans le comté de Gwinnett, une zone principalement suburbaine à une demi-heure au nord-est d'Atlanta. Il était quarterback dans l'équipe de football américain du lycée Berkmar High School (en) pendant la saison 2009.

### Carrière musicale
Migos est formé en 2009 par Quavo, Takeoff et Offset. Le groupe a pris de l'importance après la sortie du single Versace (en) en 2013. La chanson a été remixée par Drake et s'est classée à la 99e place du Billboard Hot 100 et à la 31e place du Hot R&B/Hip-Hop Songs. David Drake du magazine Complex a appelé Quavo le « rappeur le plus influent de 2014 » pour avoir popularisé le flow en triolet, aussi surnommé « Migos Flow ».
Après le succès du deuxième album studio de Migos, Culture, qui a été numéro un du Billboard 200 en février 2017, Quavo est en featuring sur plusieurs chansons populaires. Le titre I'm the One en collaboration avec DJ Khaled, Justin Bieber, Chance the Rapper et Lil Wayne devient son premier numéro un en dehors de Migos lorsqu'il atteint la première place du Billboard Hot 100 en mai 2017. Le mois suivant, la chanson Congratulations que Quavo interprète avec Post Malone atteint le top dix du Billboard Hot 100. Elle est certifiée diamant par la RIAA en octobre 2019, devenant la trente-deuxième chanson à obtenir cette certification aux États-Unis. Le single Strip That Down en collaboration avec Liam Payne est le premier numéro un de Quavo dans le Top 40 Mainstream et dans le Dance/Mix Show Airplay.
Quavo et Travis Scott sortent un album en collaboration, Huncho Jack, Jack Huncho (en), le 21 décembre 2017. Son titre vient des surnoms des deux rappeurs, Huncho et Cactus Jack, et sa pochette est dessinée par l'illustrateur britannique Ralph Steadman. Aux États-Unis, l'album atteint la troisième place du Billboard 200 et la première place du Top R&B/Hip-Hop Albums et du Top Rap Albums avec 90 000 équivalent-ventes durant sa première semaine d'exploitation,.
Son premier album solo, Quavo Huncho (en), sort le 11 octobre 2018. Aux États-Unis, il atteint la deuxième place du Billboard 200 et sept de ses chansons se classent dans le Billboard Hot 100. Alors que Migos reçoit le Vanguard Award, Quavo est nommé parolier de l'année par l'ASCAP lors des ASCAP Rhythm and Soul Music Awards 2018.
Quavo collabore une nouvelle fois avec Justin Bieber en 2020 pour la chanson Intentions (en) qui devient le deuxième numéro un du rappeur dans le Top 40 Mainstream. La même année, il obtient son diplôme de fin d'études à l'âge de vingt-neuf ans et lance le label Huncho Records.
Le 7 octobre sort Only Built for Infinity Links (en), un album commun avec Takeoff. Il contient notamment le single Hotel Lobby (Unc & Phew) (en) produit par Murda Beatz, Keanu Beats, Fabio Aguilar et accompagné d'un clip et d'un session COLORS.
Son deuxième album solo, Rocket Power, sort le 18 aout 2023.

### Vie privée

#### Vie sentimentale
En 2017, Quavo a brièvement fréquenté l'actrice Karrueche Tran.
Quavo a commencé à sortir avec Saweetie en septembre 2018. Le 19 mars 2021, Saweetie a confirmé via les réseaux sociaux qu'elle et Quavo n'étaient plus en couple. Elle a également mentionné sur les réseaux sociaux que Quavo avait été infidèle, écrivant "Les cadeaux ne pansent pas les cicatrices et l'amour n'est pas réel lorsque l'intimité est donnée à d'autres femmes". Fin mars 2021, des séquences vidéo ont fait surface montrant les deux hommes lors d'une altercation physique qui aurait eu lieu en 2020.

#### Autres
En mai 2020, Quavo a annoncé sur son compte Instagram qu'il avait obtenu son diplôme d'études secondaires après avoir abandonné ses études 11 ans plus tôt.

## Affaires judiciaires
Le 18 avril 2015, les autorités ont arrêté un concert de Migos à l'université du Sud de la Géorgie et arrêté les trois membres du groupe, ainsi que plusieurs membres de leur entourage. Quavo était accusé de possession d'un stupéfiant du tableau II des substances contrôlées, de possession de marijuana, de possession d'une arme à feu dans une zone scolaire et de possession d'une arme à feu pendant la perpétration d'un crime. Il a été libéré sous caution, et plus tard a plaidé nolo contendere et reçu une condamnation de douze mois d'emprisonnement avec sursis après le paiement d'une amende.
En décembre 2021, Quavo a été poursuivi pour son implication présumée dans l'agression d'un chauffeur de limousine plus tôt en juillet 2021.

## Discographie

### Album studio
| Titre                                                              | Détails de l'album | Meilleure position | Meilleure position | Meilleure position | Certifications |
| Titre                                                              | Détails de l'album | CAN                | É-U                | R-U                | Certifications |
| ------------------------------------------------------------------ | --- | ------------------ | ------------------ | ------------------ | -------------- |
| Quavo Huncho                                                       | - Sortie : 11 octobre 2018 - Labels : Capitol, Motown, Quality Control - Formats : CD, streaming, téléchargement              | 2                  | 2                  | 16                 | - RIAA : Or    |
| Rocket Power                                                       | - - Sortie : 18 août 2023 - Labels : Capitol Records, Motown, Quality Control Music - Formats : CD, streaming, téléchargement | —                  | —                  | —                  |                |
| « — » indique que le titre n'est pas sorti ou classé dans le pays. | |                    |                    |                    |                |

### Album collaboratif
| Titre                                                              | Détails de l'album                                                                                 | Meilleure position | Meilleure position | Meilleure position |
| Titre                                                              | Détails de l'album                                                                                 | CAN                | É-U                | R-U                |
| ------------------------------------------------------------------ | -------------------------------------------------------------------------------------------------- | ------------------ | ------------------ | ------------------ |
| Huncho Jack, Jack Huncho (en) (avec Travis Scott)                  | - Sortie : 21 décembre 2017 - Labels : Epic, Quality Control - Formats : streaming, téléchargement | 6                  | 3                  | 34                 |
| « — » indique que le titre n'est pas sorti ou classé dans le pays. | |                    |                    |                    |

### Singles

#### Comme artiste principal
| Titre                                                                                                 | Année | Meilleure position | Meilleure position | Meilleure position | Certifications   | Album                              |
| Titre                                                                                                 | Année | CAN                | É-U                | R-U                | Certifications   | Album                              |
| --- | ----- | ------------------ | ------------------ | ------------------ | ---------------- | ---------------------------------- |
| Champions (en) (avec Kanye West, Gucci Mane, Big Sean, 2 Chainz, Travis Scott, Yo Gotti et Desiigner) | 2016  | 73                 | 71                 | 128                | - RIAA : Platine | Single hors album                  |
| Go Off (en) (avec Lil Uzi Vert et Travis Scott)                                                       | 2017  | —                  | —                  | —                  | - RIAA : Or      | The Fate of the Furious: The Album |
| Ice Tray (en) (avec Lil Yachty)                                                                       | 2017  | 67                 | 74                 | —                  | - MC : Or        | Control the Streets, Volume 1 (en) |
| Boo'd Up (avec Ella Mai et Nicki Minaj)                                                               | 2018  | —                  | —                  | —                  |                  | Single hors album                  |
| Workin Me (en)                                                                                        | 2018  | 48                 | 52                 | —                  | - RIAA : Platine | Quavo Huncho                       |
| Lamb Talk                                                                                             | 2018  | —                  | —                  | —                  |                  | Quavo Huncho                       |
| Bubble Gum                                                                                            | 2018  | —                  | —                  | —                  |                  | Quavo Huncho                       |
| Bacc at It Again (en) (avec Yella Beezy et Gucci Mane)                                                | 2019  | —                  | 78                 | —                  | - RIAA : Or      | Baccend Beezy                      |
| Too Much Shaft (avec Saweetie)                                                                        | 2019  | —                  | —                  | —                  |                  | Shaft                              |
| Broke Leg (avec Tory Lanez et Tyga)                                                                   | 2019  | 70                 | —                  | —                  |                  | Love Me Now? Reloaded (en)         |
| « — » indique que le titre n'est pas sorti ou classé dans le pays.                                    |       |                    |                    |                    |                  |                                    |

#### En featuring
| Titre                                                                                  | Année | Meilleure position | Meilleure position | Meilleure position                                                           | Certifications                                          | Album                                |
| Titre                                                                                  | Année | CAN                | É-U                | R-U                                                                          | Certifications                                          | Album                                |
| -------------------------------------------------------------------------------------- | ----- | ------------------ | ------------------ | ---------------------------------------------------------------------------- | ------------------------------------------------------- | ------------------------------------ |
| What Are You Thinking? (Mendo Kelly featuring Quavo)                                   | 2014  | —                  | —                  | —                                                                            |                                                         | Single hors album                    |
| Get Home (en) (JR Castro (en) featuring Kid Ink et Quavo)                              | 2015  | —                  | —                  | —                                                                            |                                                         | Sexpectations, Vol.1                 |
| F Cancer (Boosie) (Young Thug featuring Quavo)                                         | 2016  | —                  | —                  | —                                                                            |                                                         | I'm Up (en)                          |
| Minnesota (en) (Lil Yachty featuring Quavo, Skippa Da Flippa et Young Thug)            | 2016  | —                  | —                  | —                                                                            | - RIAA : Or                                             | Lil Boat                             |
| Mr. Perfect (Skippa Da Flippa featuring Quavo)                                         | 2016  | —                  | —                  | —                                                                            |                                                         | I'm Havin 2                          |
| Pick Up the Phone (en) (Young Thug et Travis Scott featuring Quavo)                    | 2016  | 62                 | 43                 | 181                                                                          | - BPI : Or - RIAA : 2 × Platine - SNEP : Or             | Birds in the Trap Sing McKnight      |
| Swervin Down (Skippa Da Flippa featuring Quavo)                                        | 2016  | —                  | —                  | —                                                                            |                                                         | Single hors album                    |
| Castro (en) (Yo Gotti featuring Kanye West, Big Sean, Quavo et 2 Chainz)               | 2016  | —                  | —                  | —                                                                            |                                                         | White Friday (CM9) (en)              |
| Good Drank (en) (2 Chainz featuring Gucci Mane et Quavo)                               | 2017  | —                  | —                  | —                                                                            | - RIAA : Platine                                        | Pretty Girls Like Trap Music         |
| Congratulations (Post Malone featuring Quavo)                                          | 14    | 8                  | 26                 | - BPI : 2 × Platine - MC : 8 × Platine - RIAA : Diamant - SNEP : Or          | Stoney                                                  |                                      |
| The Let Out (Jidenna featuring Quavo)                                                  | —     | —                  | —                  |                                                                              | The Chief (en)                                          |                                      |
| Want Her (DJ Mustard featuring Quavo et YG)                                            | —     | —                  | —                  | - RIAA : Or                                                                  | Cold Summer (en)                                        |                                      |
| Wind Up (Keke Palmer featuring Quavo)                                                  | —     | —                  | —                  |                                                                              | Single hors album                                       |                                      |
| I'm the One (DJ Khaled featuring Justin Bieber, Quavo, Chance the Rapper et Lil Wayne) | 1     | 1                  | 1                  | - BPI : 2 × Platine - MC : 7 × Platine - RIAA : 8 × Platine - SNEP : Platine | Grateful (en)                                           |                                      |
| Trap Paris (en) (Machine Gun Kelly featuring Quavo et Ty Dolla Sign)                   | 98    | —                  | —                  |                                                                              | Bloom                                                   |                                      |
| Portland (en) (Drake featuring Quavo et Travis Scott)                                  | 6     | 9                  | —                  | - BPI : Or - RIAA : 2 × Platine                                              | More Life                                               |                                      |
| RAF (ASAP Mob featuring ASAP Rocky, Playboi Carti, Quavo, Lil Uzi Vert et Frank Ocean) | 82    | —                  | —                  |                                                                              | Cozy Tapes Vol. 2: Too Cozy (en)                        |                                      |
| Strip That Down (Liam Payne featuring Quavo)                                           | 11    | 10                 | 3                  | - BPI : 2 × Platine - MC : 4 × Platine - RIAA : 3 × Platine - SNEP : Or      | LP1                                                     |                                      |
| Homie Bitch (Lil Durk featuring Quavo et Lil Yachty)                                   | —     | —                  | —                  |                                                                              | Single hors album                                       |                                      |
| Know No Better (en) (Major Lazer featuring Travis Scott, Camila Cabello et Quavo)      | 30    | 87                 | —                  | - SNEP : Platine                                                             | Know No Better                                          |                                      |
| Sway (NexXthursday featuring Quavo et Lil Yachty)                                      | —     | —                  | —                  |                                                                              | Single hors album                                       |                                      |
| Believe (A-Trak featuring Quavo et Lil Yachty)                                         | —     | —                  | —                  |                                                                              | Single hors album                                       |                                      |
| Forever (Sigma featuring Quavo et Sebastian Kole (en))                                 | —     | —                  | —                  |                                                                              | Single hors album                                       |                                      |
| Catch a Body (Livvia (en) featuring Quavo)                                             | 2018  | —                  | —                  | —                                                                            | Single hors album                                       |                                      |
| Cupido (Sfera Ebbasta featuring Quavo)                                                 | 2018  | —                  | —                  | —                                                                            |                                                         | Rockstar (en)                        |
| Savior (en) (Iggy Azalea featuring Quavo)                                              | 2018  | —                  | —                  | —                                                                            |                                                         | Single hors album                    |
| Pineapple (en) (Ty Dolla Sign featuring Gucci Mane et Quavo)                           | 2018  | 91                 | —                  | —                                                                            | - RIAA : Or                                             | Beach House 3 (en)                   |
| Bigger Than You (en) (2 Chainz featuring Drake et Quavo)                               | 2018  | 43                 | 53                 | —                                                                            | - RIAA : Platine                                        | Single hors album                    |
| VVS (Ufo361 featuring Quavo)                                                           | 2018  | —                  | —                  | —                                                                            |                                                         | VVS                                  |
| No Brainer (DJ Khaled featuring Justin Bieber, Chance the Rapper et Quavo)             | 2018  | 4                  | 5                  | 3                                                                            | - BPI : Platine - MC : 2 × Platine - RIAA : 2 × Platine | Father of Asahd (en)                 |
| Chase The Money (E-40 featuring Quavo, Roddy Ricch, ASAP Ferg et Schoolboy Q)          | 2019  | —                  | —                  | —                                                                            |                                                         | Practice Makes Paper (en)            |
| Had Enough (en) (Don Toliver featuring Quavo et Offset)                                | 2019  | 42                 | 52                 | 60                                                                           |                                                         | JackBoys (en) et Heaven or Hell (en) |
| Future (Madonna featuring Quavo)                                                       | 2019  | —                  | —                  | —                                                                            |                                                         | Madame X                             |
| Intentions (en) (Justin Bieber featuring Quavo)                                        | 2020  | 4                  | 5                  | 8                                                                            | - BPI : Platine - MC : 4 × Platine - RIAA : 2 × Platine | Changes                              |
| Too Blessed (Rich the Kid featuring Quavo)                                             | 2020  | —                  | —                  | —                                                                            |                                                         | Single hors album                    |
| « — » indique que le titre n'est pas sorti ou classé dans le pays.                     |       |                    |                    |                                                                              |                                                         |                                      |

## Filmographie
Sauf indication contraire, les informations mentionnées dans cette section peuvent être confirmées par la base de données cinématographiques IMDb,  présente dans la section « Liens externes ».
- 2016 : Atlanta : lui-même (un épisode)
- 2018 : Star : lui-même (un épisode)
- 2019 : Black-ish : lui-même (un épisode)
- 2020 : Narcos: Mexico : lui-même (un épisode)
- 2022 : Lavé par le sang (Savage Salvation) de Randall Emmett :  Coyote
- 2023 : Praise This : T.Y. Way
- 2024 : Cash Out de Randall Emmett : Anton

## Distinctions

### American Music Awards
| Année     | Travail nommé | Catégorie                     | Résultat   | Réf.   |
| --------- | ------------- | ----------------------------- | ---------- | ------ |
| 2017 (en) | I'm the One   | Collaboration de l'année      | Nomination | [ 64 ] |
| 2017 (en) | I'm the One   | Meilleure chanson rap/hip-hop | Lauréat    | [ 64 ] |

### ASCAP Pop Awards
| Année | Travail nommé   | Catégorie        | Résultat | Réf.   |
| ----- | --------------- | ---------------- | -------- | ------ |
| 2018  | Bad and Boujee  | Chanson gagnante | Lauréat  | [ 65 ] |
| 2018  | I'm the One     | Chanson gagnante | Lauréat  | [ 65 ] |
| 2018  | Strip That Down | Chanson gagnante | Lauréat  | [ 65 ] |

### ASCAP Rhythm and Soul Awards
| Année | Travail nommé              | Catégorie                      | Résultat | Réf.   |
| ----- | -------------------------- | ------------------------------ | -------- | ------ |
| 2017  | Key to the Streets (en)    | Chanson gagnante - R&B/Hip-hop | Lauréat  | [ 66 ] |
| 2017  | Wat U Mean (Aye, Aye, Aye) | Chanson gagnante - R&B/Hip-hop | Lauréat  | [ 66 ] |
| 2018  | Quavo                      | Parolier de l'année            | Lauréat  | [ 67 ] |
| 2018  | Bad and Boujee             | Chanson gagnante - Rap         | Lauréat  | [ 67 ] |
| 2018  | Bad and Boujee             | Chanson gagnante - R&B/Hip-hop | Lauréat  | [ 67 ] |
| 2018  | Good Drank (en)            | Chanson gagnante - R&B/Hip-hop | Lauréat  | [ 67 ] |
| 2018  | I'm the One                | Chanson gagnante - R&B/Hip-hop | Lauréat  | [ 67 ] |
| 2018  | Slippery (en)              | Chanson gagnante - R&B/Hip-hop | Lauréat  | [ 67 ] |
| 2018  | T-Shirt (en)               | Chanson gagnante - R&B/Hip-hop | Lauréat  | [ 67 ] |
| 2018  | T-Shirt (en)               | Chanson gagnante - Rap         | Lauréat  | [ 67 ] |
| 2019  | MotorSport                 | Chanson gagnante - Rap         | Lauréat  | [ 68 ] |
| 2019  | Stir Fry                   | Chanson gagnante - Rap         | Lauréat  | [ 68 ] |
| 2019  | Apeshit                    | Chanson gagnante - R&B/Hip-hop | Lauréat  | [ 68 ] |
| 2019  | Walk It Talk It            | Chanson gagnante - R&B/Hip-hop | Lauréat  | [ 68 ] |
| 2020  | Bacc at It Again (en)      | Chanson gagnante - R&B/Hip-hop | Lauréat  | [ 69 ] |
| 2020  | My Type (en)               | Chanson gagnante - R&B/Hip-hop | Lauréat  | [ 69 ] |
| 2020  | Pure Water (en)            | Chanson gagnante - R&B/Hip-hop | Lauréat  | [ 69 ] |

### Billboard Music Awards
| Année     | Travail nommé   | Catégorie                            | Résultat   | Réf.   |
| --------- | --------------- | ------------------------------------ | ---------- | ------ |
| 2018      | Congratulations | Meilleure chanson en streaming audio | Nomination | [ 70 ] |
| 2018      | I'm the One     | Meilleure chanson rap                | Nomination | [ 70 ] |
| 2019 (en) | No Brainer      | Meilleure chanson R&B                | Nomination | [ 71 ] |

### Brit Awards
| Année | Travail nommé   | Catégorie                      | Résultat   | Réf.   |
| ----- | --------------- | ------------------------------ | ---------- | ------ |
| 2018  | Strip That Down | Chanson britannique de l'année | Nomination | [ 72 ] |
| 2018  | Strip That Down | Vidéo britannique de l'année   | Nomination | [ 72 ] |

### iHeartRadio Music Awards
| Année | Travail nommé | Catégorie           | Résultat   | Réf.   |
| ----- | ------------- | ------------------- | ---------- | ------ |
| 2018  | I'm the One   | Meilleur clip vidéo | Nomination | [ 73 ] |

### Kids' Choice Awards
| Année | Travail nommé | Catégorie               | Résultat   | Réf.   |
| ----- | ------------- | ----------------------- | ---------- | ------ |
| 2018  | I'm the One   | Meilleure chanson       | Nomination | [ 74 ] |
| 2019  | No Brainer    | Meilleure collaboration | Lauréat    | [ 75 ] |

### MTV Europe Music Awards
| Année     | Travail nommé   | Catégorie               | Résultat   | Réf.   |
| --------- | --------------- | ----------------------- | ---------- | ------ |
| 2020 (en) | Intentions (en) | Meilleure collaboration | Nomination | [ 76 ] |

### MTV Video Music Awards
| Année     | Travail nommé   | Catégorie               | Résultat   | Réf.   |
| --------- | --------------- | ----------------------- | ---------- | ------ |
| 2017      | I'm the One     | Meilleure vidéo hip-hop | Nomination | [ 77 ] |
| 2017      | OMG (en)        | Chanson de l'été (en)   | Nomination | [ 77 ] |
| 2018 (en) | No Brainer      | Chanson de l'été (en)   | Nomination | [ 78 ] |
| 2020      | Intentions (en) | Meilleure vidéo pop     | Nomination | [ 79 ] |

### Premios Telehit
| Année | Travail nommé   | Catégorie                                                 | Résultat   | Réf.   |
| ----- | --------------- | --------------------------------------------------------- | ---------- | ------ |
| 2017  | I'm the One     | Meilleur clip vidéo                                       | Nomination | [ 80 ] |
| 2017  | Strip That Down | Vidéo en anglais la plus demandée sur les réseaux sociaux | Nomination | [ 80 ] |

### Teen Choice Awards
| Année | Travail nommé       | Catégorie                            | Résultat | Réf.   |
| ----- | ------------------- | ------------------------------------ | -------- | ------ |
| 2017  | Know No Better (en) | Meilleure chanson électronique/dance | Lauréat  | [ 81 ] |
| 2017  | I'm the One         | Meilleure chanson R&B/Hip-hop        | Lauréat  | [ 81 ] |